# 日本釈名
『日本釈名』（にほんしゃくみょう）は、江戸時代中期に貝原益軒が編纂した語源辞書。

## 概要
上中下3巻。1699年（元禄12年）自序、1700年（元禄13年）に刊行。
中国後漢の劉煕の著作『釈名』に倣い、『日本書紀』『万葉集』『倭名類聚抄』などの古書にみられる和語を23類に分類、五十音順に配列、語源を説いている。
構成は次のごとくである。
| 巻之上 | 天象・時節・地理・宮室地名                     |
| 巻之中 | 水火土石金玉・人品・形体・人事・鳥獣・虫・魚介 |
| 巻之下 | 米穀・草木・飲食・衣服・文具・武具・雑記・虚字 |

## 内容
凡例において「要訣」として語源解釈の類型について論じており、その分類は国語学史上しばしば注目される。
|      | 説明                                       | 語例                                                 |
| ---- | ------------------------------------------ | ---------------------------------------------------- |
| 自語 | みだりに語源解釈できない本来の語           | 「天地」「父母」等                                   |
| 転語 | 「五音相通」による語                       | 「上→君」「染み→墨」等                               |
| 略語 | 語の一部の約音                             | 「ひゆる→氷」「墨研→硯」等                           |
| 借語 | 他の語の意味拡張                           | 「日→火」「炭→墨」等                                 |
| 義語 | 複合により生じた語                         | 「諸越→唐」「明時→暁」等                             |
| 反語 | 仮名反により生じた語                       | 「あはうみ→あふみ」「みえ→め」等                     |
| 子語 | ある語を語根（「母語」とよばれる）とする語 | 「日（母語）→昼（子語）」「水（母語）→源（子語）」等 |
| 音語 | 漢語に由来するもの                         | 「杏子」「菊」等                                     |

先人の説を引用しながら批判を加えて語構成や語形変化を理論的に整理し、それなりの原理に基づいて慎重に語源を考える姿勢を示している点に歴史的価値が認められるが、現代的な観点からは民間語源と言うべきものが多い。例えば「北（きた）」の語源を「五行思想において北方が黒色にあたることから「汚し」に通じる」とするなど、中国思想を利用する場合がある。

## 受容
新井白石は『東雅』において「要訣」を批判しつつ、言語には時代の流れによる変化があることや、地域によって方言があることを述べている。

## 刊本
- 益軒会, ed. (1973), 日本釈名, 益軒全集, 国書刊行会。初版明治43-44年。
- 貝原益軒 著、松下見林; 小泉吉永 編『日本釈名』 90巻、大空社出版〈江戸庶民文庫〉、2020年。ISBN 978-4-86688-090-7。